# Cote Valdés
José Ángel Valdés Díaz (Gijón, Asturias, 5 de septiembre de 1989), conocido como Cote o José Ángel, es un exfutbolista español que jugó como defensa.

## Trayectoria

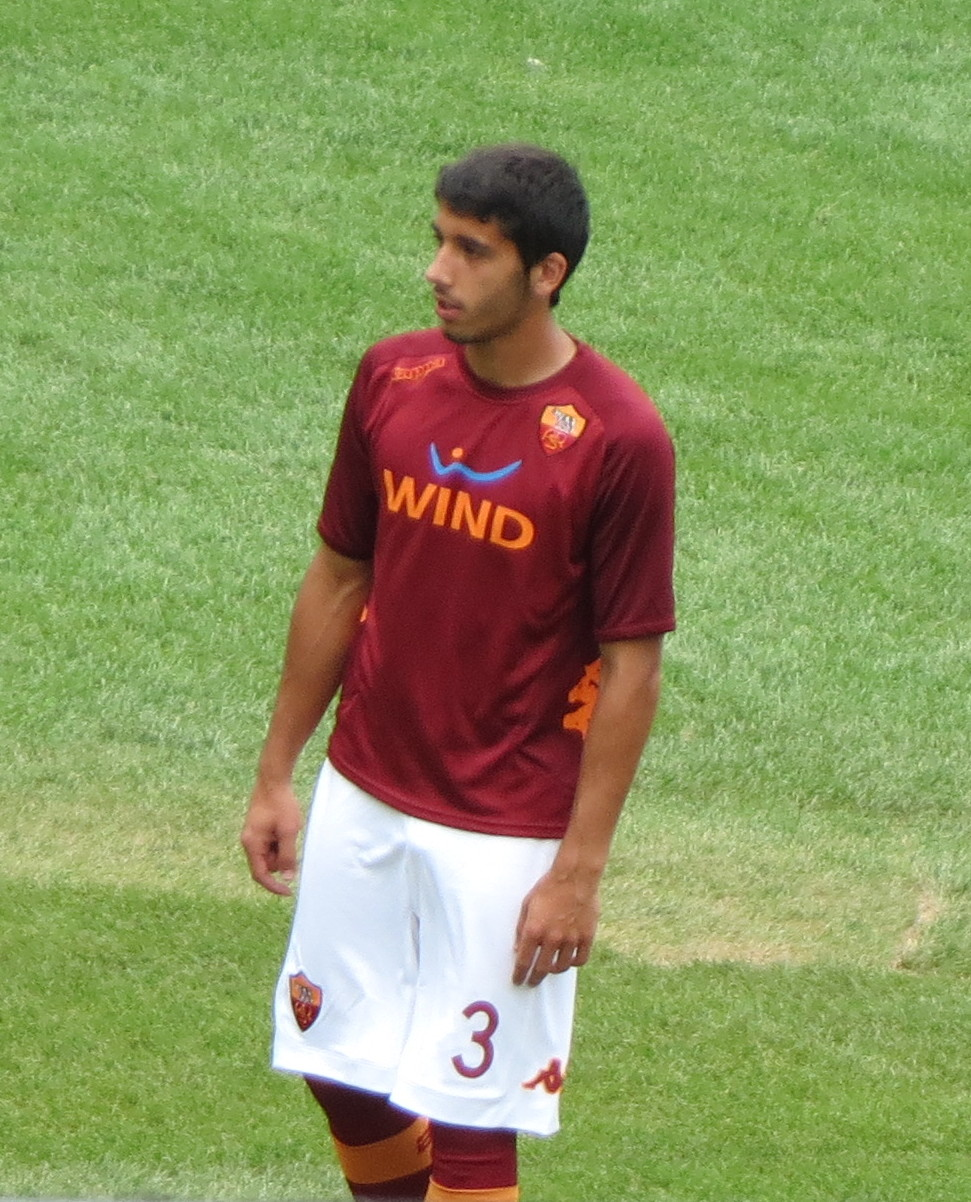
Cote Valdés con la camiseta de la Roma

Comenzó a jugar en los equipos de fútbol base del Club Deportivo La Braña antes de incorporarse a la cantera del Real Sporting de Gijón en 1997. En 2004, se proclamó campeón de la Copa de Campeones de División de Honor Juvenil con el equipo asturiano.
En la temporada 2008-09 pasó a formar parte de la plantilla del Real Sporting de Gijón "B" y llegó a debutar con el primer equipo en un encuentro de la Copa del Rey que enfrentó al Sporting con el Real Valladolid C. F. en el estadio El Molinón. El 8 de febrero de 2009, disputó su primer partido en Primera División con el Sporting ante el F. C. Barcelona y, un mes más tarde, el 15 de marzo, anotó su primer gol en la categoría en un encuentro contra el R. C. Deportivo de La Coruña. Su incorporación definitiva al primer equipo sportinguista se produjo en la temporada 2009-10; al finalizar la misma, obtuvo el primer puesto en los premios Fútbol Draft en la posición de lateral izquierdo, tras haber quedado en segundo lugar el año anterior.
El 19 de julio de 2011 fue traspasado a la A. S. Roma de la Serie A a cambio de 4,5 millones de eurosy el 18 de agosto de 2011 debutó en la Liga Europa ante el Slovan Bratislava, en un partido en el que el conjunto romano fue derrotado por 1-0. Posteriormente, jugó su primer partido en el campeonato italiano en la jornada 2 de la temporada 2011-12 ante el Cagliari Calcio, en el que además fue expulsado. El 3 de agosto de 2012 se hizo oficial su cesión por una temporada a la Real Sociedad de Fútbol, con quien consiguió la clasificación para la Liga de Campeones tras finalizar la Liga en cuarta posición, aunque su participación se vio reducida a once encuentros. El 4 de julio de 2013 el periodo de préstamo en el club donostiarra fue renovado por un año más. El 10 de diciembre jugó su primer partido en la Liga de Campeones frente al Bayer Leverkusen.
El 29 de julio de 2014 fue traspasado al F. C. Oporto. El 25 de julio de 2016 se anunció su cesión al Villarreal C. F. para la temporada 2016-17. El 14 de julio de 2017 se desvinculó del Oporto y fichó por la S. D. Eibar.
El 5 de julio de 2021 firmó por el Club Atlético Osasuna por dos temporadas. Tras haber cumplido una de ellas, regresó al Real Sporting de Gijón once años después de su marcha. Allí permaneció hasta su retirada al final de la temporada 2024-25.

## Selección nacional
Debutó con la selección española sub-21 el 27 de marzo de 2009, en el estadio de Waterford, en un partido amistoso ante Irlanda que finalizó con una derrota del combinado español por 2-1. Posteriormente a su debut en la categoría sub-21, fue convocado por la selección sub-20 para disputar los Juegos Mediterráneos de 2009, donde ganó la medalla de oro, y el Mundial de 2009 celebrado en Egipto. En mayo de 2011 fue seleccionado para disputar la Eurocopa sub-21, celebrada en Dinamarca un mes más tarde, donde se proclamó campeón.

## Clubes
| Club                       | País     | Año       |
| -------------------------- | -------- | --------- |
| Real Sporting de Gijón "B" | España   | 2008-2009 |
| Real Sporting de Gijón     | España   | 2009-2011 |
| A. S. Roma                 | Italia   | 2011-2012 |
| Real Sociedad              | España   | 2012-2014 |
| F. C. Oporto               | Portugal | 2014-2016 |
| Villarreal C. F.           | España   | 2016-2017 |
| S. D. Eibar                | España   | 2017-2021 |
| C. A. Osasuna              | España   | 2021-2022 |
| Real Sporting de Gijón     | España   | 2022-2025 |

## Palmarés

### Copas internacionales
| Título          | Club               | País      | Año  |
| --------------- | ------------------ | --------- | ---- |
| Eurocopa Sub-21 | Selección española | Dinamarca | 2011 |

### Distinciones individuales
| Distinción                    | Año  |
| ----------------------------- | ---- |
| Once de plata de Fútbol Draft | 2009 |
| Once de oro de Fútbol Draft   | 2010 |